# Huis Herxen
Het Huis Herxen was een havezate in de Nederlandse buurtschap Herxen, provincie Overijssel. Van de havezate zijn alleen de grachten nog herkenbaar in het landschap.

## Geschiedenis
De oudst bekende eigenaar van het goed Herxen was Hendrik van Essen de jonge († 1385). De familie Van Essen was al sinds 1251 actief in het Salland en was nauw verbonden aan het Stift Essen, waar ze mogelijk ook hun achternaam aan ontleenden. Zo was een de familieleden van 1288 tot 1304 ambtman in het Salland namens de abdis van dit klooster. Het goed Herxen zelf was een leengoed van het Stift en waarschijnlijk had de familie Van Essen het goed al sinds de 13e eeuw in beheer.

### De laatste Van Essen
In 1416 was het opnieuw een Hendrik van Essen die het goed Herxen - destijds Brandehofstede of Lambertsgoed genoemd - in bezit kreeg. Deze Hendrik zegde in 1425 zijn steun toe aan Rudolf van Diepholt in diens strijd om de bisschopszetel van Utrecht. Hendrik stierf in 1451 en werd opgevolgd door zijn zoon, die eveneens Hendrik heette. Hij zou de laatste mannelijke telg van de familie zijn en liet na zijn dood in 1462 zijn bezittingen na aan zijn dochter Margriet.

### Van Hackfort

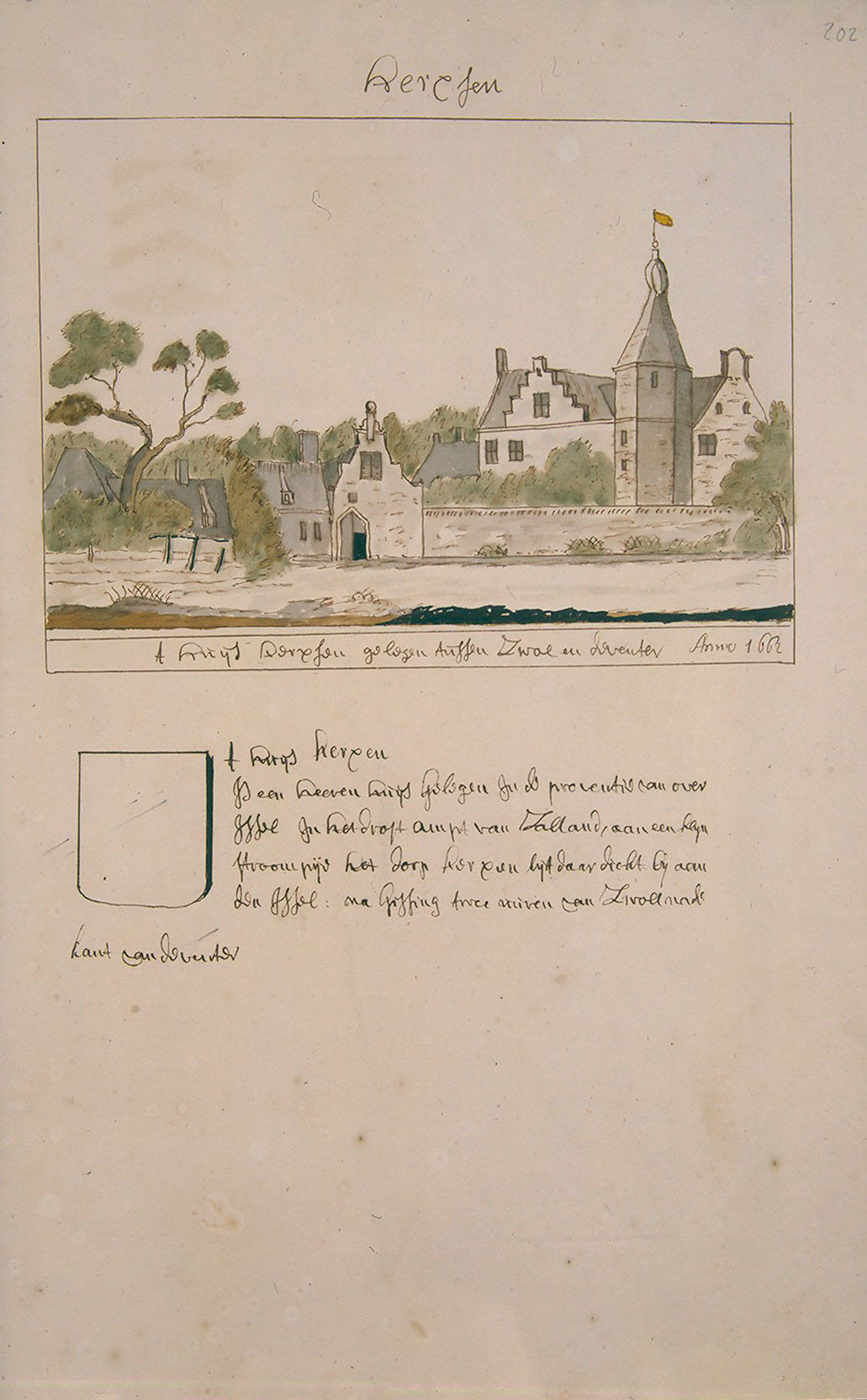
Herxen in 1662 volgens Andries Schoemaker

Margriet van Essen trouwde in 1471 met Jacob van Hackfort. Hun zoon Berend zou in 1504 het Huis Herxen krijgen. In datzelfde jaar trouwde hij met Margriet van Egmond genaamd Baak († 1556), die het Huis Baak inbracht in het huwelijk. 
Berend van Hackfort koos in 1511 de zijde van de Gelderse hertog Karel en streed trouw aan zijn zijde, totdat Karel in 1538 overleed en er in 1544 een einde kwam aan de zelfstandigheid van het hertogdom Gelre. Berend overleed in 1557 en liet Herxen na aan zijn oudste dochter Jacoba.

### Van Westerholt
Jacoba van Hackfort († 1581) was getrouwd met Gosen van Raesfelt († 1566). Hun oudste dochter Margaretha werd in 1582 met Herxen beleend. Haar neef Borchard van Westerholt zou Herxen van haar erven: in 1601 werd het huis op zijn naam gesteld en in 1610 werd hij er mee beleend. Overigens was Herxen sinds 1510 al niet meer bewoond door de eigenaren: uit diverse documenten blijkt dat zij de gebouwen en gronden aan derden verpachtten. Toen Borchard het goed in leen kreeg, was de dove Willem Dorre de pachter van Herxen.
Na Borchards overlijden in 1631 kreeg zijn zoon Heidentrijk het huis Herxen in bezit. Heidentrijks moeder ging vervolgens in het huis wonen. Zij werd katholiek en bood onderdak aan paters. In 1641 verkocht Heidentrijk van Westerholt het huis aan Zweder van Haersolte tot Haarst.

### Nieuwbouw onder Van Haersolte
In 1643 erfde Anthonis van Haersolte (circa 1609 - 1670) de havezate van zijn vader Zweder. Anthonis had een militaire loopbaan en bezat meerdere goederen en huizen, waaronder Egede. Zijn vrouw Ernestine van den Boetzelaer zorgde voor een verdere groei van de bezittingen, zoals de havezate Toutenburg. Van hun vijf kinderen kreeg Rutger van Haersolte (1642 - 1703) de havezate Herxen. Waarschijnlijk stelde de havezate op dat moment weinig meer voor en was het een vervallen boerenhoeve. Rutger kreeg dan ook in 1666 van de ridderschap de mededeling dat hij van Herxen weer een representatief huis diende te maken. In 1675 liet Rutger daarom een nieuw herenhuis bouwen dat voldeed aan de verwachtingen van een adellijke woning. 

### Verkoop
Rutgers zoon Rutger Zwier van Haersolte werd in 1701 in de ridderschap toegelaten dankzij zijn bezit van de havezate Herxen. Hij zou in 1705 ook met de havezate worden beleend. In 1714 besloot hij de havezate te verkopen aan Bernard Frederik baron van Krosick, maar door het overlijden van de baron duurde het tot 1720 voordat diens weduwe de havezate daadwerkelijk in eigendom kon overnemen. De belening kwam op naam van Rudolf August van Krosick te staan. Overigens werd de havezate door Rudolf August en zijn broers financieel bezwaard, waardoor de daadwerkelijke waarde van Herxen flink afnam.
Het huis werd in 1766 verkocht aan de toenmalige huurder mr. Christiaan de Brauw, die overigens pas elf jaar later met het goed werd beleend. Na zijn dood in 1778 nam zijn weduwe de belening over, totdat zij het huis in 1786 verkocht aan Dominicus Elisa van Berckel. Nadat hij in 1792 was hertrouwd, verkocht hij de havezate weer.

### Afbraak
In 1808 volgde een openbare verkoop, waarna de herbergier Cornelis Tijhaar de eigenaar werd. Hij liet het herenhuis meteen afbreken. In 1848 verkocht hij het goed Herxen aan Frederik Christiaan Colenbrander, die twee jaar later met Cornelis' dochter Janna zou trouwen. De laatste eigenaar was Henriëtte Colenbrander. Uiteindelijk werd Herxen in 1959 verkocht en in 1964 werd het terrein herverkaveld.

## Beschrijving
Bij de verkoop van 1808 werd de havezate omschreven als een omgracht herenhuis van twee verdiepingen. Er waren een grote zaal en enkele kamers op de begane grond, terwijl de verdieping een zestal kamers telde. Verder waren er een zolder en een kelder; in die laatste bevond zich de keuken.
Rondom het huis waren tuinen, vruchtbomen en een allee met eikenbomen. Tot het goed behoorde ook de herberg de Herxerbrug. Ook waren er rechten verbonden aan de havezate, zoals het vissen op enkele weteringen, een vaste zitplaats en een graf in de kerk, en mede-collatierecht van de predikant.
Den Aalshorst · Den Alerdinck · Huis Almelo · Arkelstein · Averbergen · Azoelen · Backenhagen · Bellinckhof · Den Berg · Huis Bergentheim · Beugelskamp · Beverfeurde · Blankena · Hof te Boekelo · Borgbeuningen · Havezate Boskamp · Boxbergen · Havezate Brecklenkamp · Bredenhorst · Buckhorst · Campherbeek · Colckhof · Den Dam · Huis Diepenheim · Dingshof · Dubbelink · Kasteel Eerde · Egede · Havezate Elsen · Everlo · Landgoed Frieswijk · Glinthuis · Huis Gramsbergen · Grimberg · Grotenhuis · De Haere · Haerst · Hagmeule · Slot Hardenberg · Huis Heeckeren · Huis Hengelo · Herxen · Hofstede · Hogenhof · Hondeborg · Katenhorst · Kevelham · Kranenburg · De Kuile · Het Laar · Leemcule · Luttenberg · Mataram · Mennigjeshave · Nijenhuis (Diepenheim) · Nijenhuis (Olst-Wijhe) · Oldemeule · Olidam · Oosterhof · Huis te Ootmarsum · Den Ordel · Pekkedam · Pothof · Rande · Kasteel Rechteren · Het Reelaer · Rhaan · Rutenberg · Huis Saasveld · Havezate Schoonheten · Havezate Schuilenburg · Singraven · Stoevelaar · Kasteel Toutenburg · Twickel · Vechterweerd · Venebrugge · Kasteel Voorst · Warmelo · Wegdam · Weldam · Weleveld · Huis Werkeren · Westerflier · Wittenstein · Zuthem
Ahnem · Den Alerdinck · Arendshorst · Arkelstein · Averbergen · Beerze · Den Berg · Bergentheim · Blankena · Borgele · Boskamp · Boxbergen · Bredenhorst · Buckhorst · Campherbeek · Collendoorn · Den Dam · Dieze · Dingshof · Den Doorn · Hof te Dorth · Eerde · Egede · De Gelder · Gerner · Glinthuis · Gramsbergen · De Groote Scheere · De Grote Weede · De Haere · Haerst · Hagenvoorde · Heemse · Herxen · Hoenlo · Hofstede · 't Hogeholt · Hogenhof · 't Hoogehuis · Junne · Kranenburg · Krijtenberg · De Kuile · Het Laar · Langeveldslo · Leemcule · Luttenberg · Melenhorst · Mennigjeshave · Nijenhuis · Oosterveen · Den Ordel · De Pol · Pothof · Rande · Rechteren · Het Reelaer · Rhaan · Rollecate · Rutenberg · Schoonheten · Schuilenburg · Vechterweerd · Velner · Venebrugge · Verborg · Voorst · Vrieswijk · Werkeren · Westerveld · Windesheim · Wittenstein · Wolfshagen · Zuthem